# Genius Bar

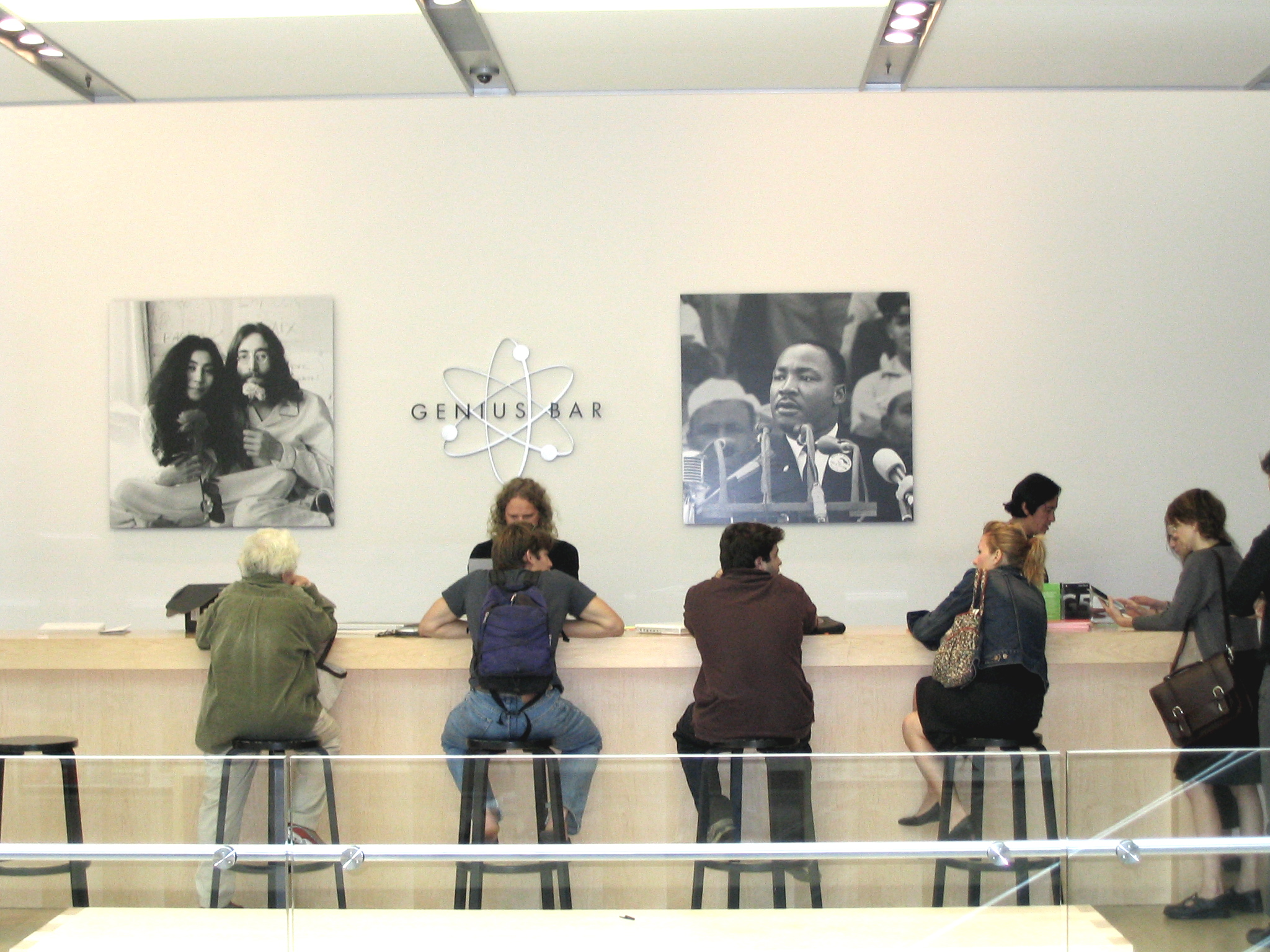
Klienci w Genius Bar (Nowy Jork)

Genius Bar – wsparcie techniczne produktów Apple znajdujące się w sklepach Apple Store, którego celem jest oferowanie pomocy i wsparcia dla produktów tej firmy.